# Komórki Purkiniego
Komórki Purkiniego (inaczej Purkinjego, ang. Purkinje cells lub gruszkowate) – typ neuronów GABA-ergicznych kory móżdżku. Obok komórek Betza należą do największych neuronów występujących w mózgu człowieka. Aksony komórek Purkiniego dochodzą do istoty białej móżdżku i ulegają przełączeniu na jądra móżdżku i jądra przedsionkowe. Zostały opisane po raz pierwszy przez czeskiego anatoma Jana Evangelisté Purkyniego w 1837 roku.  

Model komórki Purkiniego

## Struktura
Komórki Purkiniego znajdują się w móżdżku i są jego najważniejszym komórkowym elementem. Kora móżdżku jest trzywarstwowa i składa się z warstwy drobinowej, zwojowej i ziarnistej. Najbardziej powierzchniową jest warstwa drobinowa, poniżej której położona jest wąska warstwa zwojowa komórek Purkiniego. Na drzewiasto rozgałęzionych dendrytach tych komórek kończą się włókna pnące i włókna równoległe. Od podstawy komórek Purkiniego odchodzi akson biegnący przez warstwę ziarnistą do neuronów jąder móżdżku. Najgłębiej położoną warstwą kory móżdżku jest warstwa ziarnista, w której znajdują się bardzo liczne komórki ziarniste małe i rzadziej występujące duże, ziarniste komórki Golgiego. Małe komórki ziarniste charakteryzują się obecnością silnie rozgałęzionych dendrytów (na kształt szponów). Aksony tych komórek wędrują do komórek Purkiniego. 
Komórki Purkiniego jako duże, wielobiegunowe neurony rozciągają się na wszystkie trzy warstwy. Ich silnie rozgałęzione w jednej płaszczyźnie dendryty znajdują się w warstwie drobinowej, perykariony tworzą warstwę zwojową, a akson biegnie do istoty białej móżdżku (do jądra zębatego, jądra czopowatego, kulkowatego i jądra wierzchu) poprzez warstwę ziarnistą. 
Aksony komórek Purkiniego to jedyne włókna, jakie opuszczają korę móżdżku. Natomiast do kory móżdżku docierają dwa typy włókien – pnące (rozpoczynające się w jądrze oliwki) i kiciaste (inaczej mszyste; rozpoczynające się w rdzeniu kręgowym i neuronach jąder mostu). Włókna pnące kończą się na dendrytach komórek Purkiniego, w warstwie drobinowej. Pojedyncze włókno pnące pobudza zaledwie kilka neuronów Purkiniego, ale jest to pobudzenie o niezwykłej sile. Połączenia włókien pnących z komórkami Purkiniego to jedne z najsilniejszych synaps w układzie nerwowym, a każde wyładowanie wywołuje pobudzający potencjał postsynaptyczny. Wyładowania te są rzadkie – 1/s. Wyładowania z włókien pnących nakładają się na pobudzenia pochodzące z włókien kiciastych, modyfikując ich oddziaływanie na komórki Purkiniego. Ogólnie, włókna pnące dostarczają komórkom Purkinjego informacji dotyczących wzorca ruchowego wykonywanej czynności. Włókno kiciaste pobudza wiele komórek ziarnistych, których aksony po rozdwojeniu tworzą włókna równoległe. Włókna równoległe są niezmiernie liczne i tworzą około 200 tys. synaps na każdej komórce Purkiniego. Dzięki częstym wyładowaniom następuje sumowanie czasowe i przestrzenne, które powoduje stałe pobudzenie komórek Purkiniego. Włókna kiciaste (za pośrednictwem włókien równoległych) są dla komórek Purkiniego źródłem informacji o „poleceniach”, jakie zostały wydane motoneuronom rogów przednich rdzenia przez korę mózgu oraz o stanie realizacji tych „poleceń” przez mięśnie. 
Dendryty apikalne komórek Purkiniego mają ogromną liczbę kolców dendrytycznych (ponad 80 tys. na komórkę). 
Komórki Purkiniego zawierają kwas gamma-aminomasłowy (GABA) – neurotransmiter hamujący (przez co działają hamująco na swoje miejsca docelowe). Charakterystyczną cechą tych komórek jest także ekspresja białka kalbindyny. Barwienie kalbindyny z mózgu szczura po przewlekłym jednostronnym uszkodzeniu nerwu kulszowego sugeruje, że nowe neurony Purkiniego mogą być tworzone w dorosłym mózgu, inicjując organizowanie nowych płatów móżdżku.

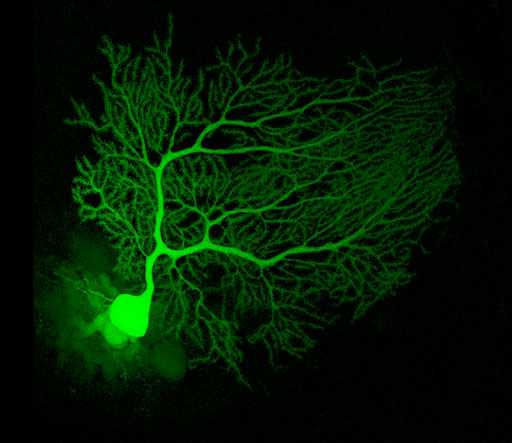
Komórka Purkinjego z móżdżku myszy, wybarwiona za pomocą barwnika Lucifer Yellow

### Obwód nerwowy
Włókna pnące pobudzają nie tylko komórki Purkiniego, ale też jądra głębokie móżdżku. Jądra te wysyłają sygnały do neuronów rdzeniowych, kontrolujących mięśnie postawne ciała (jądro wierzchu) lub ruchy precyzyjne kończyn (jądro kulkowate i czopowate) oraz do wzgórza. Ponieważ pobudzenia z włókien pnących aktywują zarówno jądra głębokie móżdżku, jak i komórki Purkiniego, jądra móżdżkowe są najpierw pobudzane (przez włókna pnące), a sekundę później hamowane przez komórki Purkiniego. W ten sposób sygnały wychodzące z jąder móżdżku są modyfikowane w zależności od ruchu, który jest właśnie wykonywany, w związku z następnym jego etapem. Taki obwód nerwowy służy korygowaniu na bieżąco przez jądra głębokie móżdżku odchylenia wykonywanego właśnie ruchu od jego zaplanowanej wcześniej wersji. 

### Poziom molekularny
W warstwie zwojowej kory móżdżku, która zawiera ciała komórek Purkinjego i komórki glejowe Bergmanna, ekspresji ulega bardzo wiele unikatowych genów. Markery genetyczne komórek Purkiniego zostały także zaproponowane poprzez porównanie transkryptomu myszy pozbawionej komórek Purkiniego i myszy typu dzikiego. Dobrym przykładem jest białko PCP4 (ang. Purkinje cell protein 4). Myszy pozbawione genu kodującego to białko (knock-out) mają zaburzone zdolności nauki lokomotorycznej i nieco zmienioną plastyczność synaptyczną w neuronach Purkiniego. PCP4 przyspiesza  przyłączanie i odłączanie jonów wapnia z kalmoduliną (CaM) w cytoplazmie komórek Purkiniego, a jego brak upośledza fizjologię tych neuronów.

## Znaczenie kliniczne
Ataksja rdzeniowo-móżdżkowa, ciężkie zaburzenie łączące chód ataktyczny (chód bezładny) i upośledzenie ruchów dłoni, któremu towarzyszy dyzartria i wstrząs jest bezpośrednio związane z degeneracją komórek Purkiniego.